# Боярська Людмила Данилівна
Людми́ла Дани́лівна Боярська (Толстих) (27 березня 1939, м. Борисоглєбськ, Воронезька область, РРФСР, СРСР — 9 липня 2016, м. Львів, Україна) — радянська і українська художниця театру і кіно. Заслужена діячка мистецтв України (1997).

## Біографія
Закінчила технікум лісового господарства з відзнакою, після того по пораді знайомого потайки від батьків поступила до художнього училища. Випускниця Одеського державного театрально-художнього училища, дипломною роботою були костюми до вистави «Жорж Данден» Мольєра.
Розпочала свій професійний шлях на Одеській кіностудії, де працювала художни з костюмів.
По тому — Вільнюський державний російський драматичний театр (Литовська РСР), Кримський академічний театр ім. Максима Горького, робота над виставою в Угорщині — міський театр Кечкемета.
У 1978 році переїхала до Львова, художниця-сценографка Львівського академічного національного драматичного театру ім. Марії Заньковецької.
Працювала головною художницею театру Західного Оперативного Командування.

## Театральна діяльність
Серед найвідоміших постановок у театрі Західного оперативного командування, до яких оформила костюми —
- «Любов — книга золота» О. Толстого — 1992,
- «Кіт Леопольд» М. Хайта − 1994,
- «Зойкіна квартира» М.Булгакова − 1996,
- «Корсиканка і Наполеон» М. Грубач − 2002,
- «Поминальна молитва» Г. Горіна.

У театрі ім. М. Заньковецької:
- «Мадам Боварі» Г. Флобера − 1997,
- «Ідіот» Ф. Достоєвського — 1998,
- «Благочестива Марта» Т. де Моліни — 2003,
- «Любий друг» Г. Де Мопассана — 2003,
- «Жіночі ігри» Р. Феденьова, в ролях Олександра Бонковська та Дарія Зелізна.

У своєму доробку має понад 250 вистав на сценах Львова, Луцька, Хмельницького, Вінниці.

## Фільмографія
Художниця по костюмах до фільмів:
- «Комеск» (1965, к/м, реж. Геннадій Костюков, у головній ролі Алла Демидова; в титрах — Толстих)
- «Прощавай» (1966, реж. Г. Поженян; в титрах — Толстих)
- «Короткі зустрічі» (1967, реж. К. Муратова; в титрах — Толстих)
- «Житейське море» (1983, у співавт.; реж. А. Бабенко, В. Вітер) та ін.